# Paolo Torelli (conte)

Stemma Torelli

Paolo Torelli, conte di Montechiarugolo (Montechiarugolo, 1509 – Montechiarugolo, 2 gennaio 1545), era il figlio primogenito di Francesco, conte di Montechiarugolo, e della nobile Damigella Trivulzio, cugina del celebre Maresciallo di Francia, Gian Giacomo.

## Biografia
Alla morte del padre, Paolo aveva solo nove anni e come tale venne posto sotto la tutela della madre, donna di grande cultura e influenza negli ambienti dell'epoca, la quale seppe dimostrarsi un'attenta diplomatica e una brillante amministratrice, in particolare nei rapporti con le corti di Parma, Milano, Parigi, Madrid e soprattutto con quella pontificia di Roma di cui divenne una fedele sostenitrice.
La Trivulzio morì però di peste nel 1528 e Paolo, non ancora ventenne, assunse finalmente le redini del governo, rivelandosi un ottimo governante, puntando essenzialmente sulla difesa dei propri territori e intraprendendo lavori di ammodernamento quali l'armamento del castello di Montechiarugolo con artiglieria in bronzo, dimostrandosi sempre molto presente negli affari interni alla contea.
Seguendo la politica impostata dalla madre, mantenne e ampliò i rapporti con Roma e nel 1543 ospitò nel proprio castello Papa Paolo III, oltre a quattro cardinali e al duca di Ferrara che facevano suo seguito, fatto che incise non poco sulle future vicende della casata dei Torelli.
Paolo morì a Montechiarugolo, dove aveva sempre risieduto, nel 1545.

## Discendenza
Sposò la giovanissima Isabella Contrari, figlia di Uguccione Contrari, conte di Vignola e patrizio ferrarese, e di Diana d'Este, che lo lasciò vedovo già nel 1530, morendo nel mettere alla luce il primogenito Francesco (che morì poco dopo). A seguito di questi eventi, nel 1531 Paolo si risposò con Beatrice Pico della Mirandola, figlia di Giovanni Francesco II Pico della Mirandola e di Giovanna Carafa dei conti di Maddaloni. Paolo ebbe dalle mogli otto figli:
- Paolo Camillo, uomo d'armi[1]
- Francesco[1]
- Angela, sposò Federico Torelli[1]
- Pomponio (1539-1608), suo successore nella contea[1]
- Maria, monaca
- Isabella, monaca
- figlia N.N.[1]
- Adriano (?-1569), uomo d'armi al servizio della Francia.[1] Sposò Isabella Nobili di Lucca.

## Ascendenza
|                                               |                  |                                  | Genitori                                  |  |  | Nonni |  |  | Bisnonni                                       |  |  | Trisnonni                                           |  |
|                                               |                  |                                  |                                           |  |  |       |  |  | Cristoforo I Torelli, conte di Montechiarugolo |  |  | Guido Torelli, conte di Guastalla e Montechiarugolo |  |
|                                               |                  |                                  |                                           |  |  |       |  |  | Cristoforo I Torelli, conte di Montechiarugolo |  |  | Guido Torelli, conte di Guastalla e Montechiarugolo |  |
|                                               |                  | Orsina Visconti                  |                                           |  |  |       |  |  | Cristoforo I Torelli, conte di Montechiarugolo |  |  |                                                     |  |
| Marsilio Torelli, conte di Montechiarugolo    |                  |                                  |                                           |  |  |       |  |  | Cristoforo I Torelli, conte di Montechiarugolo |  |  |                                                     |  |
|                                               |                  | Taddea Pio                       | Marco I Pio, signore di Carpi             |  |  |       |  |  |                                                |  |  |                                                     |  |
|                                               |                  | Taddea Pio                       | Marco I Pio, signore di Carpi             |  |  |       |  |  |                                                |  |  |                                                     |  |
|                                               |                  | Taddea Pio                       | Taddea Roberti                            |  |  |       |  |  |                                                |  |  |                                                     |  |
| Francesco Torelli, conte di Montechiarugolo   |                  | Taddea Pio                       |                                           |  |  |       |  |  |                                                |  |  |                                                     |  |
|                                               |                  | Francesco Secco, conte di Calcio | Giacomo IV Secco, conte di Calcio         |  |  |       |  |  |                                                |  |  |                                                     |  |
|                                               |                  | Francesco Secco, conte di Calcio | Giacomo IV Secco, conte di Calcio         |  |  |       |  |  |                                                |  |  |                                                     |  |
|                                               |                  | Francesco Secco, conte di Calcio | Luchina del Cerro, contessa di Cervia     |  |  |       |  |  |                                                |  |  |                                                     |  |
| Paola Secco                                   |                  | Francesco Secco, conte di Calcio |                                           |  |  |       |  |  |                                                |  |  |                                                     |  |
|                                               |                  | Caterina Gonzaga                 | Ludovico III Gonzaga, marchese di Mantova |  |  |       |  |  |                                                |  |  |                                                     |  |
|                                               |                  | Caterina Gonzaga                 | Ludovico III Gonzaga, marchese di Mantova |  |  |       |  |  |                                                |  |  |                                                     |  |
|                                               |                  | Caterina Gonzaga                 | …                                         |  |  |       |  |  |                                                |  |  |                                                     |  |
| Paolo Torelli, conte di Montechiarugolo       |                  | Caterina Gonzaga                 |                                           |  |  |       |  |  |                                                |  |  |                                                     |  |
|                                               | Pietro Trivulzio | Giangiacomo Trivulzio            |                                           |  |  |       |  |  |                                                |  |  |                                                     |  |
|                                               | Pietro Trivulzio | Giangiacomo Trivulzio            |                                           |  |  |       |  |  |                                                |  |  |                                                     |  |
|                                               | Pietro Trivulzio | Antonia Fagnani                  |                                           |  |  |       |  |  |                                                |  |  |                                                     |  |
| Giovanni Trivulzio, consignore di Borgomanero | Pietro Trivulzio |                                  |                                           |  |  |       |  |  |                                                |  |  |                                                     |  |
|                                               |                  | Lara Bossi                       | Teodoro Bossi, patrizio Milanese          |  |  |       |  |  |                                                |  |  |                                                     |  |
|                                               |                  | Lara Bossi                       | Teodoro Bossi, patrizio Milanese          |  |  |       |  |  |                                                |  |  |                                                     |  |
|                                               |                  | Lara Bossi                       | …                                         |  |  |       |  |  |                                                |  |  |                                                     |  |
| Damigella Trivulzio                           |                  | Lara Bossi                       |                                           |  |  |       |  |  |                                                |  |  |                                                     |  |
|                                               |                  | …                                | …                                         |  |  |       |  |  |                                                |  |  |                                                     |  |
|                                               |                  | …                                | …                                         |  |  |       |  |  |                                                |  |  |                                                     |  |
|                                               |                  | …                                | …                                         |  |  |       |  |  |                                                |  |  |                                                     |  |
| Angiola Martinengo                            |                  | …                                |                                           |  |  |       |  |  |                                                |  |  |                                                     |  |
|                                               |                  | …                                | …                                         |  |  |       |  |  |                                                |  |  |                                                     |  |
|                                               |                  | …                                | …                                         |  |  |       |  |  |                                                |  |  |                                                     |  |
|                                               |                  | …                                | …                                         |  |  |       |  |  |                                                |  |  |                                                     |  |
|                                               |                  | …                                |                                           |  |  |       |  |  |                                                |  |  |                                                     |  |